# Rabbit Don't Come Easy
Rabbit don´t Come Easy es el décimo álbum de Helloween.
Contiene canciones al estilo de power metal Clásico, rápido, pesado, y sobre todo amigable. Canciones como Listen to the Flies, Back Against the Wall, Just A Little Sign y Open Your Life entre otras, hace que Helloween retorne a sus orígenes pero con un sonido bastante fresco y actual.

## Lista de canciones
1. "Just a Little Sign" (Deris) – 4:26
2. "Open Your Life" (Gerstner/Deris) – 4:30
3. "The Tune" (Weikath) – 5:35
4. "Never Be a Star" (Deris) – 4:10
5. "Liar" (Deris/Grosskopf/Gerstner) – 4:55
6. "Sun For The World" (Deris/Gerstner) – 3:55
7. "Don't Stop Being Crazy" (Deris) – 4:21
8. "Do You Feel Good" (Weikath) – 4:22
9. "Hell Was Made in Heaven" (Deris/Grosskopf) – 5:33
10. "Back Against The Wall" (Deris/Weikath) – 5:44
11. "Listen To The Flies" (Deris/Gerstner) – 4:52
12. "Nothing To Say" (Weikath) – 8:27
13. "Far Away" (Grosskopf) – 4:18 (Extra Track en versión limitada.)

## Créditos
- Andi Deris - Voz
- Michael Weikath - Guitarras
- Sascha Gerstner - Guitarras
- Markus Grosskopf - Bajo
- Mark Cross - Batería en las canciones 7 y 11
- Mikkey Dee - Batería las canciones 1-6, 8-10, 12 (sesión)
- Stefan Schwarzmann - Batería las canciones 13 y 14

- Datos: Q1516872